# Supercopa de Japón 2011
La Supercopa de Japón 2011, también conocida como Supercopa Fuji Xerox 2011 (en inglés: Fuji Xerox Super Cup 2011) por motivos de patrocinio, fue la 18.ª edición de este torneo.
Fue disputada entre Nagoya Grampus, como campeón de la J. League Division 1 2010, y Kashima Antlers, como ganador de la Copa del Emperador 2010. El partido se jugó el 26 de febrero de 2011 en el Estadio Internacional de la ciudad de Yokohama.

## Participantes
| Bandera de Prefectura de Aichi   | Nagoya Grampus  | Campeón de la J. League Division 1 (2010) |
| Bandera de Prefectura de Ibaraki | Kashima Antlers | Campeón de la Copa del Emperador (2010)   |

## Partido
| 26 de febrero de 2011, 13:37 (UTC+9) | Nagoya Grampus                      | 1:1 (0:0) (3:1 p.)         | Kashima Antlers                    | Estadio Internacional, Yokohama                              |                                                              |
|                                      | Masukawa 54'                        | Reporte                    | Nozawa 66'                         | Asistencia: 35.963 espectadores Árbitro(s): Yūichi Nishimura | Asistencia: 35.963 espectadores Árbitro(s): Yūichi Nishimura |
|                                      |                                     | Tiros desde el punto penal |                                    |                                                              |                                                              |
|                                      | Kennedy · Fujimoto · Santos · Ogawa |                            | Iwamasa · Motoyama · Alex · Araiba |                                                              |                                                              |

### Detalles
| 1          | Guardameta     | Seigō Narazaki      |     |
| 32         | Defensa        | Hayuma Tanaka       |     |
| 4          | Defensa        | Marcus Túlio Tanaka |     |
| 5          | Defensa        | Takahiro Masukawa   |     |
| 6          | Defensa        | Shōhei Abe          |     |
| 10         | Centrocampista | Yoshizumi Ogawa     |     |
| 7          | Centrocampista | Naoshi Nakamura     | 79' |
| 8          | Centrocampista | Jungo Fujimoto      |     |
| 25         | Delantero      | Mū Kanazaki         | 71' |
| 16         | Delantero      | Joshua Kennedy      |     |
| 11         | Delantero      | Keiji Tamada        | 88' |
| Entrenador | Entrenador     | Dragan Stojković    |     |

| 21         | Guardameta     | Hitoshi Sogahata    |     |
| 7          | Defensa        | Tōru Araiba         |     |
| 3          | Defensa        | Daiki Iwamasa       |     |
| 19         | Defensa        | Masahiko Inoha      |     |
| 5          | Defensa        | Alex                |     |
| 15         | Centrocampista | Takeshi Aoki        |     |
| 40         | Centrocampista | Mitsuo Ogasawara    | 74' |
| 8          | Centrocampista | Takuya Nozawa       |     |
| 11         | Centrocampista | Fellype Gabriel     | 89' |
| 9          | Delantero      | Yūya Ōsako          | 81' |
| 13         | Delantero      | Shinzō Kōroki       |     |
| Entrenador | Entrenador     | Oswaldo de Oliveira |     |

| 14 | Centrocampista | Keiji Yoshimura   | 71' |
| 38 | Defensa        | Alessandro Santos | 79' |
| 27 | Centrocampista | Shō Hanai         | 88' |

| 6  | Defensa        | Kōji Nakata      | 74' |
| 18 | Delantero      | Carlão           | 81' |
| 10 | Centrocampista | Masashi Motoyama | 89' |

| Anotado | 54' | Takahiro Masukawa | 1-0 |

| Anotado | 66' | Takuya Nozawa | 1-1 |

| Joshua Kennedy    | Fallo de penal (Atajado) | 0:0 |                          |                  |
|                   |                          | 0:0 | Fallo de penal (Atajado) | Daiki Iwamasa    |
| Jungo Fujimoto    | Acierto de penal         | 1:0 |                          |                  |
|                   |                          | 1:1 | Acierto de penal         | Masashi Motoyama |
| Alessandro Santos | Acierto de penal         | 2:1 |                          |                  |
|                   |                          | 2:1 | Fallo de penal (Atajado) | Alex             |
| Yoshizumi Ogawa   | Acierto de penal         | 3:1 |                          |                  |
|                   |                          | 3:1 | Fallo de penal (Atajado) | Tōru Araiba      |

| Amonestado | 35' | Mū Kanazaki     |
| Amonestado | 61' | Naoshi Nakamura |

| Amonestado | 22' | Alex |

| Árbitro             | Yūichi Nishimura |
| Árbitros asistentes | Tōru Sagara      |
| Árbitros asistentes | Tomokazu Tajiri  |
| Cuarto árbitro      | Yoshiro Imamura  |

| 1          | Guardameta     | Seigō Narazaki      |     |
| 32         | Defensa        | Hayuma Tanaka       |     |
| 4          | Defensa        | Marcus Túlio Tanaka |     |
| 5          | Defensa        | Takahiro Masukawa   |     |
| 6          | Defensa        | Shōhei Abe          |     |
| 10         | Centrocampista | Yoshizumi Ogawa     |     |
| 7          | Centrocampista | Naoshi Nakamura     | 79' |
| 8          | Centrocampista | Jungo Fujimoto      |     |
| 25         | Delantero      | Mū Kanazaki         | 71' |
| 16         | Delantero      | Joshua Kennedy      |     |
| 11         | Delantero      | Keiji Tamada        | 88' |
| Entrenador | Entrenador     | Dragan Stojković    |     |

| 21         | Guardameta     | Hitoshi Sogahata    |     |
| 7          | Defensa        | Tōru Araiba         |     |
| 3          | Defensa        | Daiki Iwamasa       |     |
| 19         | Defensa        | Masahiko Inoha      |     |
| 5          | Defensa        | Alex                |     |
| 15         | Centrocampista | Takeshi Aoki        |     |
| 40         | Centrocampista | Mitsuo Ogasawara    | 74' |
| 8          | Centrocampista | Takuya Nozawa       |     |
| 11         | Centrocampista | Fellype Gabriel     | 89' |
| 9          | Delantero      | Yūya Ōsako          | 81' |
| 13         | Delantero      | Shinzō Kōroki       |     |
| Entrenador | Entrenador     | Oswaldo de Oliveira |     |

| 14 | Centrocampista | Keiji Yoshimura   | 71' |
| 38 | Defensa        | Alessandro Santos | 79' |
| 27 | Centrocampista | Shō Hanai         | 88' |

| 6  | Defensa        | Kōji Nakata      | 74' |
| 18 | Delantero      | Carlão           | 81' |
| 10 | Centrocampista | Masashi Motoyama | 89' |

| Anotado | 54' | Takahiro Masukawa | 1-0 |

| Anotado | 66' | Takuya Nozawa | 1-1 |

| Joshua Kennedy    | Fallo de penal (Atajado) | 0:0 |                          |                  |
|                   |                          | 0:0 | Fallo de penal (Atajado) | Daiki Iwamasa    |
| Jungo Fujimoto    | Acierto de penal         | 1:0 |                          |                  |
|                   |                          | 1:1 | Acierto de penal         | Masashi Motoyama |
| Alessandro Santos | Acierto de penal         | 2:1 |                          |                  |
|                   |                          | 2:1 | Fallo de penal (Atajado) | Alex             |
| Yoshizumi Ogawa   | Acierto de penal         | 3:1 |                          |                  |
|                   |                          | 3:1 | Fallo de penal (Atajado) | Tōru Araiba      |

| Amonestado | 35' | Mū Kanazaki     |
| Amonestado | 61' | Naoshi Nakamura |

| Amonestado | 22' | Alex |

| Árbitro             | Yūichi Nishimura |
| Árbitros asistentes | Tōru Sagara      |
| Árbitros asistentes | Tomokazu Tajiri  |
| Cuarto árbitro      | Yoshiro Imamura  |

|                                   |
| Bandera de Prefectura de Aichi    |
| Campeón Nagoya Grampus 2.º título |